# باب أكناو

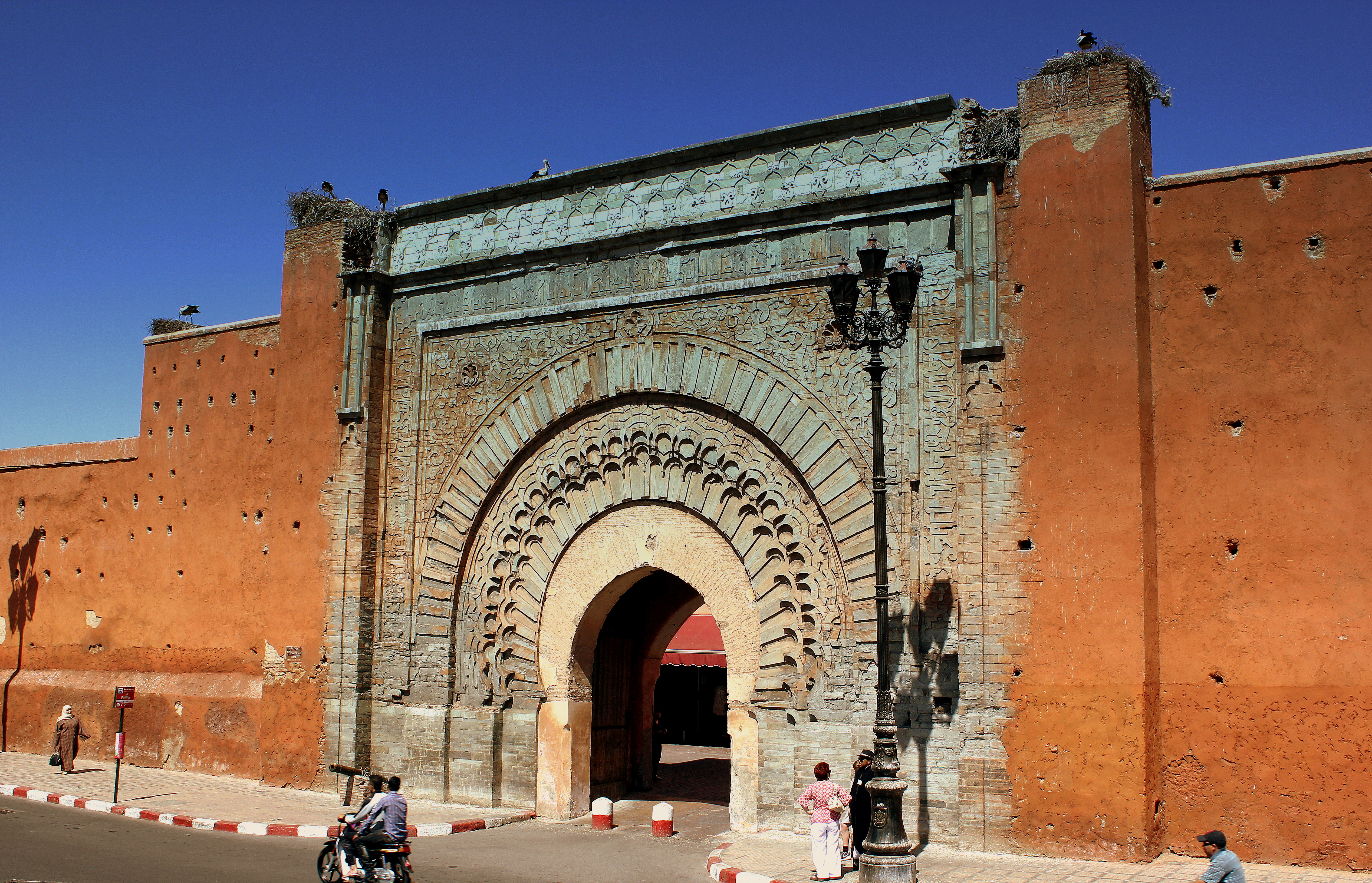
باب أكناو

باب أڭناو أحد أبواب أسوار مدينة مراكش التسعة عشر، وهو باب داخلي يفصل قصبة مراكش عن باقي المدينة. تم تأسيسه في عهد الخليفة الموحدي عبد المؤمن بن علي الكومي. وقد طُبعت صورته على أوراق العملة المغربية في عهد السكة المحمدية، بأمر الملك محمد الخامس.

## معنى الاسم
يحمل هذا الباب اسما أمازيغيًا «أگناو» (يُنطق حرف الكاف بالجيم المصرية)، ويعني بالعربية «الأبكم». والمعروف أن المغاربة يطلقون اسم أگناو على العناصر الأفريقية التي لا يُفهم كلامها عند المغاربة، فيقولون عنهم بالأمازيغية «أريساوال ستاگناوت» أي «ينطق بكلام گناوي غير مفهوم».

## الموقع
يقع باب أكناو في الزاوية الشمالية الغربية من القصبة داخل أسوار مدينة مراكش بالقرب من باب الرب.

## لمحة تاريخية

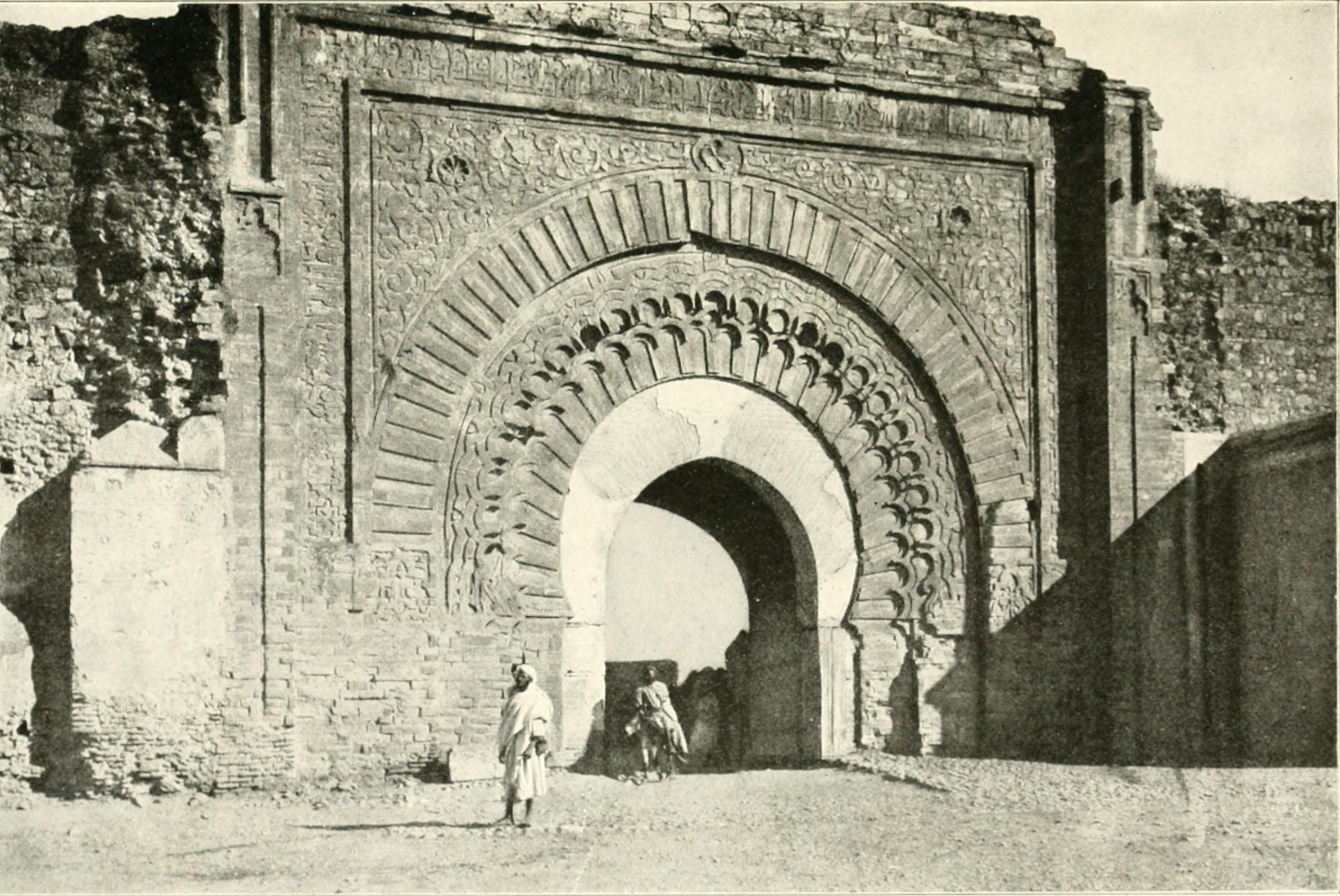
باب أكناو في عشرينيات القرن العشرين

يعود تاريخ بناء باب أكناو إلى عهد الخليفة الموحدي أبو يوسف يعقوب المنصور، الذي أسس القصبة الملكية في الجزء الشمالي من مدينة مراكش، وأقام باب أكناو ليكون المدخل الرئيسي للقصبة، وقد اكتمل بناء باب أكناو في الفترة ما بين عامي 1188-1190م. كانت وظيفة البوابة زخرفية في المقام الأول، نظرًا لموقعها داخل أسوار المدينة. وكانت البوابة عند تأسيسها محاطة ببرجين محصنين ومتوجين بشرفات يُمكن الوصول إليها عن طريق درج داخلي، وكان الممر الموجود بداخل البوابة يمر عبر دهليز مقبب كبير ويمثل مدخلًا منغطفا يدفع الداخل للدوران بزاوية مقدارها 90 درجة قبل الخروج.
كان التصميم الأصلي البوابة مشابهة لبوابات الموحدين الضخمة الأخرى مثل باب الرواح في الرباط، ولكن في العصور اللاحقة اختفت الأبراج المحيطة بالبوابة واختفى الدهليز، كما استبدل قوس البوابة جزئيًا بقوس أصغر وأبسط مشيد من الطوب، ومن المرجح أن يعود تاريخ تعديل القوس إلى عهد السلطان العلوي سيدي محمد بن عبد الله، الذي نفذ العديد من الأعمال في منطقة القصبة، ويعود له الفضل في إضافة الفناء الصغير المفتوح الموجود في الوقت الحالي إلى المنطقة الواقعة خلف البوابة. وعلى الرغم من تلك التعديلات، فإن البوابة احتفظت بزخارفها الحجرية الغنية المنحوتة التي تعود للعصر الموحدي، والتي يمكن مقارنتها بزخارف باب الرواح وباب الوداية في الرباط.

## التصميم

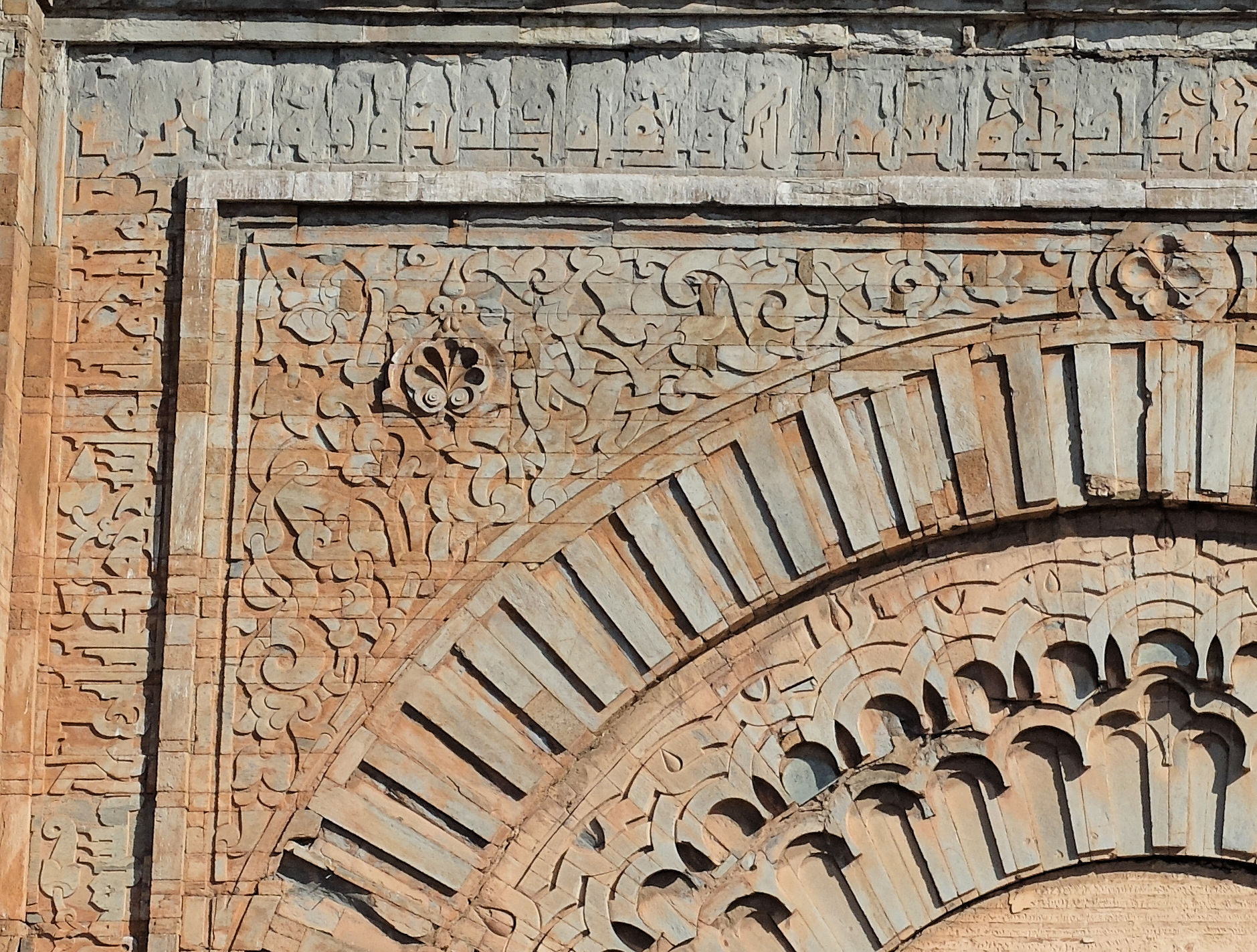
الزخارف المنحوتة على الواجهة الخارجية لباب أكناو، والتي تتضمن مقتطفات من القرآن الكريم بالخط الكوفي

شيدت الواجهة الخارجية لباب أكناو من الحجر الرملي المستخرج من منطقة جليز بالقرب من مراكش، وقد كان القوس الأصلي للبوابة محاطًا بأشرطة نصف دائرية متناوبة تتناوب بين الخطوط المشعة وزخارف القوس المتشابكة، على حين تُغطى الزوايا بزخارف نباتية يحتوي كل منها على صدفة منحوتة في المنتصف. كل هذه الزخارف مؤطرة بدورها بإفريز طويل حُفر عليه نقش من القرآن بأحرف كوفية مورقة، وبالتحديد مقتطف من سورة الحجر. وعلى جانبي الواجهة المزخرفة للبوابة توجد أعمدة يُعتقد أنها كانت تدعم مظلة، على حين يرى العديد من العلماء أنها كانت مجرد انتقال زخرفي بين الواجهة المزخرفة والحصون المحيطة بالبوابة.